# Quỹ bảo vệ di tích quốc gia Ba Lan
Quỹ bảo vệ di tích quốc gia (tiếng Ba Lan: Narodowy Fundusz Ochrony Zabytków, NFOZ) là quỹ nhà nước thành lập trên cơ sở Đạo luật ngày 22 tháng 6 năm 2017 (Đạo luật ngày 23 tháng 7 năm 2003 đã sửa đổi) về bảo vệ và chăm sóc di tích. Quỹ được quản lý bởi Bộ Văn hóa và Di sản quốc gia Ba Lan.
Quỹ bảo vệ di tích quốc gia được thành lập nhờ giáo sư Magdalena Gawin. Ông là Hạ nghị sĩ thuộc Bộ Văn hóa và Di sản Quốc gia.  Ông đề cập đến sự cần thiết phải thành lập một quỹ đặc biệt nhằm bảo vệ các di tích vào năm 1977. Jan Pruszyński có đề cập đến vấn đề này trong cuốn sách "Bảo vệ pháp lý các di tích kiến trúc ở Ba Lan".
Quỹ Bảo vệ Di tích Quốc gia dựa trên cơ sở nguồn tiền thu được từ tiền phạt hành chính áp đặt từ ngày 1 tháng 1 năm 2018 theo Khoản 107a-107d của Đạo luật bảo vệ và chăm sóc di tích, theo mục IVa của Bộ luật tố tụng hành chính. Ngoài ra, số tiền thu được cho quỹ lấy từ tiền phạt của phạm nhân các trường hợp phạm tội phá hủy hoặc làm hư hại di tích (Điều 108 của Đạo luật về bảo vệ và chăm sóc di tích). Các quy định thành lập Quỹ bảo vệ di tích quốc gia bắt đầy có hiệu lực từ ngày 1 tháng 1 năm 2018.